# Glenea artemis
Glenea artemis är en skalbaggsart som beskrevs av Aurivillius 1924. Glenea artemis ingår i släktet Glenea och familjen långhorningar.
Artens utbredningsområde är Filippinerna. Inga underarter finns listade i Catalogue of Life.